# Max Streib
Max Streib (20 de dezembro de 1912 - 1 de novembro de 1989) foi um handebolista de campo suíço, medalhista olímpico.
Fez parte do elenco do bronze olímpico de handebol de campo nas Olimpíadas de Berlim de 1936.